# Расулов, Махач Магомедрасулович
Махач Магомедрасулович Расулов, более известный под псевдонимом Ясин Расулов (7 февраля 1975, Махачкала — 10 апреля 2006, там же) — дагестанский джихадист, религиозный деятель, журналист, востоковед, переводчик. Аспирант кафедры
религиоведения ДГУ. По данным МВД РД — идеолог исламистской сепаратистской группировки «Шариат» и участник террористических актов.
Родился в интеллигентной семье, в юности пришёл к исламу. Получил образование, стал профессиональным востоковедом и проповедником, занимался журналистикой. В 2005 году по причине произвола силовиков по отношению к мусульманам-салафитам ушёл в вооружённое подполье, был убит через год в ходе спецоперации ОМОН.

## Биография

### Становление
Родился 7 февраля 1975 года в Махачкале в семье профессора. По национальности — аварец, однако аварский язык Расулов не знал. Окончил 9 классов школы, далее поступил в школу-интернат с физико-математическим уклоном. После её окончания прошёл обучение в строительном техникуме. Работал на стройках.
Согласно описанию его знакомой, «Ясин шаг за шагом шёл к исламу. Как и всякий разумный человек, он понимал, что у каждой „вещи“ есть Создатель. И мы, человечество, не исключение. Ответ был найден: создатель — Всевышний Аллах, и Милость Аллаха — ниспосланный человечеству Священный Коран. И с тех пор Ясин начал молиться, одним из первых в своей семье. Это время совпало с окончанием строительного техникума, в который он поступил после 9 класса учёбы в школе-интернате с физико-математическим уклоном (где преподавала его мать). Не проработав по своей специальности, он решил выбрать специальность по призванию, так как нашёл истинное своё предназначение — ислам».
Поступил одновременно в Исламский университет имени имама Шафии в Махачкале и в ДГУ на факультет иностранных языков, успешно его окончил в 1998 году, в результате чего владел арабским, а также французским и английским языками, привлекался ДНЦ РАН для переводов арабоязычных статей. Был аспирантом ДНЦ в отделе востоковедения, однако за неуспеваемость был отчислен. Прошёл аспирантуру в ДГУ в отделе религиоведения, написал диссертацию на тему преодоления разрыва между исламскими правовыми школами. В 1996 году женился.
Вёл на дагестанском ТВ религиозную передачу. Работал внештатным корреспондентом газеты Новое Дело, где критиковал официальное духовенство и силовые структуры республики. Являлся членом редакции журнала «Исламская цивилизация». Член президиума Союза мусульманских журналистов при Совете муфтиев РФ, помогал в разработке правил союза. Читал исламские лекции в салафитской мечети ан-Надирия в Махачкале. Публичная деятельность сделала Расулова популярной в Дагестане личностью.

### Уход в подполье

#### Причины
В 2004 году в газете «Черновик» опубликовал статью «Почему убивают милиционеров в Дагестане?», где критиковал «Закон о запрете ваххабитской и иной экстремистской деятельности в Дагестане». По его мнению, закон открыл «охоту на ведьм», силовики начали вести инквизицию. Вина за это лежит, как пишет Расулов, также и на официальном мусульманском духовенстве — ДУМД, которое ради устранения своих идеологических конкурентов в виде салафитских проповедников давит на МВД, сотрудники духовенства присутствуют на задержаниях, обысках, проверке материалов на «ваххабизм» и прочих мероприятиях силовиков, публично клевещут на противников, говоря, что те состоят в кровосмесительных браках, совершают надругательства над святынями и так далее. Таким образом, после одобрения духовенства силовые ведомства начали противостояние: «ваххабитам» подкидывали оружие, наркотики и боеприпасы, в отделах их подвергали пыткам и избиениям, выбивали признания. В случае, если силовики что-то подкинут, предлагался вариант откупиться за 3000 долларов и выше. Именно с этого, по мнению Расулова, началась радикализация исламистского движения и это стало сигналом к «возмездию». После этой статьи, по его словам, представители духовенства пытались его шантажировать. С ним встретился один из дагестанских министров, настоятельно рекомендовавший ему «больше не связываться с ДУМД». Сразу два главных редактора журналов духовенства выпустили ответы Расулову, началась дискуссия, но, как пишет документалист Фальковский, оппоненты Расулова отвечали на аргументы в основном банальным переходом на личности. С мнением Расулова об искусственной радикализации дагестанской молодёжи путём тотального насилия со стороны властей был согласен ряд правозащитников.

#### Деятельность
В начале 2005 года ушёл в вооружённое подполье. 1 сентября Расулов вместе с лидером группировки «Шариат» Мурадом Лахияловым появился в видеообращении, где они разъезжали на машине с автоматами в руках по улицам Махачкалы. Лахиялов в обращении назвал Расулова их «идейным лидером».
«Вы ходите по этому городу, а в этот наш город вторглись кафиры, свергли законы шариата, установили свои законы, и вы живете под этой властью, называя себя мусульманами… <…> Вот мы по этой земле ходим, она обширная, мы можем уйти в лес, можем уйти в горы, можем снять любые квартиры, дома и там живём же по законам шариата, нам никто не мешает, воюем с кафирами! Надо просто выйти из этой системы, выйти изпод власти куфра и быть свободными и все! Земля Аллаха обширна, вам даже не надо уезжать, в этой же Махачкале, в этих же городах, в этой же республике, в любом месте можем найти место, землю, где можно находиться и жить по законам шариата и вести джихад! <…> Все очень легко (показывает свой АКМ). Вот автомат берите и выходите, вот видите взрывное устройство? Совершайте! Делайте!»
По данным МВД Дагестана, являлся идеологом «Шариата», считался амиром Махачкалы и обвиняется в 15 преступлениях террористического характера, среди которых:
| Дата        | Акт                 | Цель                                     |
| ----------- | ------------------- | ---------------------------------------- |
| 22.03.2005  | взрыв               | Ленинская прокуратура Махачкалы          |
| 15.04.2005  | взрыв               | Ленинская прокуратура Махачкалы          |
| апрель 2005 | подрывы             | милицейские автомобили                   |
| 22.04.2005  | подрыв              | вахтовой автобус с милиционерами         |
| 02.05.2005  | огнестрельная атака | старший лейтенант МВД                    |
| 20.05.2005  | взрыв               | министр Загир Арухов                     |
| 31.05.2005  | подрыв              | автобус с военнослужащими                |
| 28.06.2005  | огнестрельная атака | политолог Загид Варисов                  |
| 01.07.2005  | взрыв               | внутренние войска МВД, войска нацгвардии |
| 20.08.2005  | взрыв               | патруль милиционеров                     |
| 02.09.2005  | подрыв              | инженерно-разведывательный дозор МВД     |

Согласно данным «Шариата», после ухода Расулова в подполье его старшего брата Абдула, который был сотрудником СОБРа, вызвали к министру МВД, чтобы тот подействовал на брата и вернул его. На ответ, что он не знает его местоположение, министр потребовал от него уйти в отставку. После ухода с работы он тоже вступил в незаконное вооружённое формирование и погиб в 2010 году.
Расулов стал целью номер один для дагестанской милиции. Несмотря на навыки Расулова, «Шариат», вместо полноценной реализации его как интеллектуального ресурса, использовал его как рядового бойца. Вскоре он возглавил пресс-службу «Шариата». Более ранние декларации отрицали применение насилия против гражданских лиц, но заявления, сделанные при Расулове, как правило, оправдывали нападения членов группировки не только на сотрудников правоохранительных органов, но также на членов их семей. Предполагается, что это было связано со всё более жёстким противостоянием с правоохранительными органами, ликвидацией ряда членов вооружённого формирования, а также страданиями членов их семей в результате всё более репрессивных рейдов и облав силовиков на всех подозрительных лиц.

### Смерть
Первый раз заявления о ликвидации Расулова звучали от МВД 9 октября. Далее 25 октября 2005 года было объявлено об убийстве Расулова в ходе ликвидации троих членов группировки, где один из трупов сильно обгорел и МВД решило, что это он. Но вскоре выяснилось, что Расулов жив.
В конце февраля 2006 года Расулов с беременной супругой сняли квартиру в Махачкале. 10 апреля 2006 года в 4 часа утра началась спецоперация ОМОН по задержанию членов незаконного вооружённого формирования в квартире на улице Энгельса в Махачкале, где находился Расулов, его супруга и ещё трое членов группировки. Силовики окружили дом, Расулов с сообщниками заметили их на камерах видеонаблюдения. Бронетранспортёр протаранил ворота. Боевики попытались вырваться из окружения. Они были одеты в камуфляжную форму, схожую с ОМОНовской, из-за чего среди силовиков началась неразбериха, в перестрелке двое сотрудников ОМОНа было убито, один получил тяжёлые ранения. Двое членов «Шариата» сумели уйти, третий был ранен и пленён, а Расулов — убит. По заявлению правоохранителей, он получил две пули в лицо. Труп был опознан его супругой. Силовики объявили, что в квартире, где был Расулов с соратниками, найдено 2 автомата, пистолет, 14 гранат и 6 самодельных взрывных устройств. В МВД было заявлено, что там действовал подпольный цех по изготовлению взрывных устройств. Побывавшие там журналисты Коммерсанта признаков подобного цеха не обнаружили. Хозяйка квартиры также заявила, что милиция обманывает о наличии там какого-либо цеха.

## Творчество
В начале 2000-х годов создал сайт yaseen.ru, позднее переименованный в islamist.ru, где публиковал статьи о нормах исламского права, экономике и морали, популяризировал ислам, сравнивал его с европейской цивилизацией. Он получил название «Сайт мусульманской интеллигенции» и стал главной дискуссионной площадкой молодых мусульман Дагестана. В 2005 году сайт был заблокирован российскими властями. Переводил на русский язык фетвы шейха Юсуфа Аль-Кардави, в 2004 году полностью перевёл его книгу «Современные фетвы» и опубликовал в Москве.
Перевёл отрывок касыды Нажмудина Гоцинского «Прекрасные цветы в восхвалениях Пророку» с арабского языка, перевод был опубликован в журнале «Ахульго».
В 2005 году выпустил на сайте Кавказ-центр книгу «Джихад на Северном Кавказе: сторонники и противники», содержащую исторический анализ религиозной борьбы горцев Северного Кавказа против Российском империи, Советской России, а затем и Российской Федерации. Суть работы заключается в научном обосновании необходимости джихадизма на Северном Кавказе сегодня, а также доказательстве тезиса, что исторически суфизм не был основой северо-кавказского джихада, а салафизм в свою очередь не является в этом регионе чем-то новым. Она также содержит фотокопию и первый перевод труда имама Гази-Мухаммада «Установление доказательства вероотступничества правителей и судей, судящих по адатам» с арабского на русский язык. Автор использует строго академический стиль. Книга в 2010 году была признана экстремистской на территории России.
Согласно словам историка Зураба Гаджиева, Ясин до ухода в подполье пытался защитить диссертацию, но «многие положения его работы пришлись не по вкусу учёным-воспитанникам коммунистической школы. Можно сказать, своим отношением советские атеисты вытолкнули Расулова в „лес“». Предполагается, что книга про джихад на Северном Кавказе и была той самой диссертацией.

## Взгляды
Считал, что для прекращения военной конфронтации на Северном Кавказе необходимо ввести шариат в российское законодательство или же введение отдельных объединений-джамаатов, где будут действовать шариатские суды. По его мнению, «речь идёт о принципе правового плюрализма, при котором сосуществуют две или более правовых системы в одном и том же социальном поле, в данном случае — шариат и российское законодательство». Проводится аналогия с опытом правового плюрализма Дагестана в начальный период существования СССР, когда шариатские суды работали до 1927 года.
Расулов написал статью «Женщина в истории человечества», где была высказана мысль, что только в исламе женщина обрела подлинную свободу. Посвятил статью «Человек и шариат. Гибкость и постоянство» теме свободы выбора в исламе, пытался опровергнуть суждение, что шариат является закостенелой и устаревшей системой, непригодной для современного человека.
Был убеждён, что Россия не сможет подавить исламское сопротивление только силой, так как неэффективность этого метода уже доказана исторически. Он считал, что современный конфликт на Северном Кавказе следует рассматривать в контексте исторического прошлого. По его словам, такие события, как вторжение в Дагестан «Исламской армии Кавказа» Басаева и Хаттаба в 1999 году и последующая ликвидация Кадарской зоны российскими военными и в целом борьба российских властей с исламистами являются прямым продолжением исторической традиции конфликта между Россией и «исламской вооружённой оппозицией» на Северном Кавказе. Было необходимо, как он считал до ухода в подполье, перейти от вооружённой борьбы к открытым религиозным дебатам. Расулов склонялся к отстаиванию мусульманских реформистских взглядов, поскольку считал необходимым изучать мусульманскую мысль в её современной форме, а не полагаться исключительно на суфийских авторитетов, создающих упрощённые образы прошлого.
Приверженность Ясина фетвам «умеренного» салафитского шейха Аль-Кардави говорила о том, что он, как минимум до ухода в подполье, стремился не держаться в рамках консервативного дагестанского салафизма, сформированного Багаудином Кебедовым.

## Оценки
- Российский журналист Руслан Курбанов, который, по собственным словам, был знаком с Расуловым, писал, что он был «одним из лучших арабистов России»[20] и «дагестанским интеллектуалом, вышедшим на тропу войны с российским государством»[7][21].
- По словам исламоведа Михаила Рощина, Расулов был «наиболее заметным и ярким идеологом салафизма в последние годы» и «именно он мог стать участником вдумчивого внутримусульманского диалога, который в сложившейся в Дагестане ситуации крайне необходим»[22].
- Подполковник милиции, начальник отдела по противодействию экстремизму ГУ МВД РФ, Гапал Гаджиев писал, что «Ясин и Абузагир были исключением, пожалуй, единственным в Дагестане на сегодняшний день. Никто не собирается это отрицать. Они были образованны и разумны, увлеклись малость романтикой, кстати, пользовались большим уважением среди нормальных моих коллег»[23].